# University of Texas MD Anderson Cancer Center

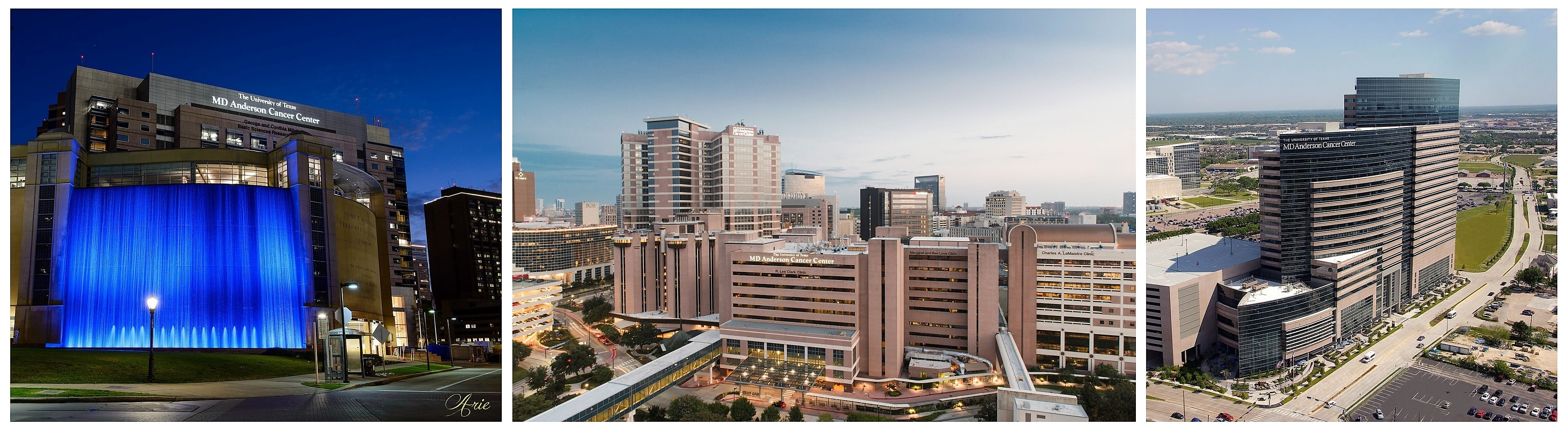
Ansichten verschiedener Einrichtungen des MD Anderson Cancer Center

Das University of Texas MD Anderson Cancer Center der Universität Texas, USA, meist MD Anderson genannt, ist eine der größten Krebskliniken in den USA. Neben dem Hauptstandort in Houston in Texas gibt es auch regionale Versorgungszentren, sowie seit dem Jahre 2000 auch ein assoziiertes MD Anderson Cancer Center Madrid in Spanien.
Sowohl in der Krebsforschung und -lehre, als auch in der Behandlung gilt das Zentrum in den USA, wenn nicht sogar weltweit, als führend.
Die Krebsklinik wurde nach Monroe Dunaway Anderson benannt, einem Bankier und Baumwollhändler aus Jackson, Tennessee. Sie wurde 1941 als Teil des University-of-Texas-Systems gegründet. Im Jahr 2014 hatte die Klinik über 20.000 Angestellte und es wurden über 127.000 Patienten behandelt.
Forschungs- und Anwendungsgebiete des MD Anderson Center umfassen Analyse, Therapie und Prävention aller Krebsarten.